# Eugène Péligot
Eugène-Melchior Péligot, né le 24 février 1811 à Paris et mort le 15 avril 1890 à Paris, est un chimiste français qui isola le premier le métal uranium en 1841.
Eugène-Melchior Péligot a prouvé que la poudre noire de Martin Heinrich Klaproth n'était pas un métal pur mais le dioxyde d'uranium, UO2. Il réussit par la suite à produire de l'uranium pur en réduisant le tétrachlorure d'uranium (UCl4) avec du potassium métallique. Depuis 125 ans, des méthodes plus efficaces ont été mises au point.
Le sel de Péligot a été nommé ainsi en son honneur.

## Biographie
Eugène-Melchior Péligot 
(ou Peligot comme il signe. Son nom apparaît sans accent sur les documents de l'état-civil et dans le texte qu'Aimé GIRARD publie à la mort de Peligot.)
fut élève au lycée Henri-IV et fut admis par concours en 1829 dans la première promotion de l’École Centrale des Arts et Manufactures, tout juste créée par Alphonse Lavallée. Les cours de chimie dispensés dans cet établissement par Jean-Baptiste Dumas décidèrent de sa vocation. Mais la mort de son père, au beau milieu des troubles de 1830, le priva de ressources financières et il dut interrompre ses études. Il en appela à son maître Dumas, qui lui proposa un emploi dans son propre laboratoire. L'année suivante, âgé seulement de 22 ans, Peligot présenta son premier mémoire à l'Académie des Sciences de Paris et en 1834, il pouvait reprendre les cours à l'École Centrale, mais cette fois en tant que répétiteur de chimie.
Il collabora avec Jean-Baptiste Dumas. Ensemble, ils découvrirent le radical méthyle au cours d'expériences sur le méthanol. La terminologie alcool méthylique a été introduite pas ces deux chimistes. Ils préparèrent également l'éther méthylique (gaz) et de nombreux esters. En 1838, ils réussirent la transformation du camphre en para-cymène en utilisant du pentoxyde de phosphore, P4O10.
Il prit une part active aux travaux des jurys des Expositions nationales et internationales ; membre de la Société nationale d'agriculture, il contribua aussi aux travaux de la Commission internationale du Mètre et des Poids et Mesures. Il s'intéressait également aux progrès de la photographie et encourageait tous ceux qui avaient pour but d'étudier cet art. En 1844, Eugène Peligot fut nommé chevalier de la Légion d'honneur sur la proposition du Ministre de la marine, en récompense des services rendus aux colonies par ses travaux sur la canne à sucre ; en 1846, il cumula ses fonctions de professeur à l’École Centrale avec celles d'expert auprès de la Monnaie ; deux ans plus tard, lors de la fondation de l'institut national agronomique, il se vit confier la chaire de chimie analytique appliquée à l'agriculture ; en 1857, il était nommé Officier de la Légion d'honneur, en 1878, commandeur de la Légion d'honneur, et en 1885, élevé à la dignité de Grand officier de la Légion d'honneur pour couronner une brillante carrière scientifique.

## Ses écrits
- Recherches sur l'Uranium. Off-Print Annales de Chimie et de Physique, 3è serie, t. V . 1842.
- Le verre : son histoire, sa fabrication, Éditions G. Masson à Paris, 1877, 1 vol. (IV-495 p.) : fig. ; in-8